# Maxim (Zeitschrift)
Maxim war ein zweimonatlich erscheinendes Männermagazin, das in Deutschland von 2001 bis 2012 erschien.

## Erscheinen in Deutschland
Die Zeitschrift wurde 2001 vom Axel Springer Verlag auf den Markt gebracht, der sie als Nachahmerprodukt der erfolgreichen FHM positionierte. Als solches widmete sich die Zeitschrift Themen wie Männermode, Autos, Technik und „Lifestyle“-Themen. Zusätzlich wurden erotische Aufnahmen teils prominenter Frauen abgedruckt. Die deutsche Startausgabe vom 18. Mai 2001 (Juniausgabe) erzielte laut Verlag eine Auflage von 300.000 Exemplaren. Laut IVW erreichte Maxim im 3. Quartal 2005 noch eine verkaufte Auflage von 133.447 Exemplaren. 
Anfang 2008 wurde Maxim von der MVG Medien Verlagsgesellschaft (Deutschlandaktivitäten des Schweizer Verlags Marquard Media Gruppe) übernommen. Nachdem die Einzelverkäufe im letzten Quartal 2008 bei nur noch 45.000 Exemplaren lagen und sich Anfang 2009 auch noch die Werbeeinnahmen stark zurückentwickelten, gab die Marquard Media Gruppe am 27. März 2009 bekannt, dass der Titel eingestellt wird. Die vorerst letzte deutsche Ausgabe erschien im Mai 2009, bevor im August 2009 der neue Verleger NewLevel Establishment die Lizenz für das Magazin übernahm und es wieder auf den Markt brachte. Am 18. Oktober 2012 wurde das Magazin eingestellt.
Seit Januar 2012 vertreibt die in Zürich ansässige Posh Media GmbH eine deutschsprachige Ausgabe in der Schweiz und in Österreich.

## Internationale Ausgaben

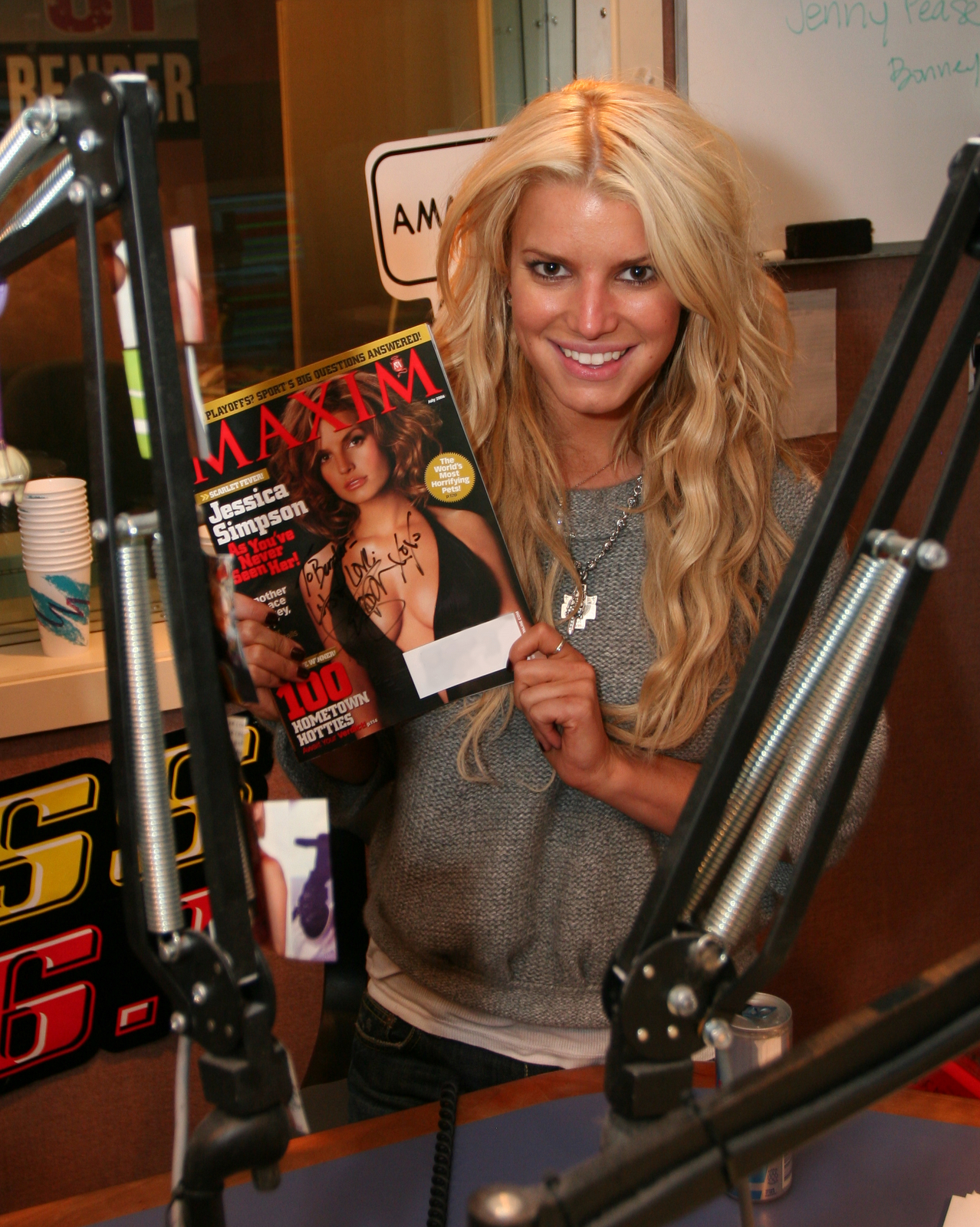
Jessica Simpson mit einer von ihr signierten Maxim-Ausgabe mit ihrem Foto auf dem Cover.

Das Magazin stammt ursprünglich aus Großbritannien, ist aber mittlerweile in New York City beheimatet. Die Erstausgabe kam im Mai 1995 auf den Zeitschriftenmarkt. Die US-Ausgabe startete im April 1997, das Cover zierte die Schauspielerin Christa Miller. 
Das Magazin erscheint international seit 1995, mit Ausgaben unter anderem in Argentinien, Indien, Japan, Türkei, Serbien, Griechenland, Bulgarien, Frankreich (dort als „Maximal“), Russland, Südkorea, Ukraine.

## Maxim TV
Ergänzend zum monatlichen Erscheinen der Zeitschrift wurde ab dem 13. März 2003 das Männer-Lifestyle-Magazin Maxim TV im DSF ausgestrahlt. Ziel war es, Männer zu Events, erotischer Fotoproduktion, Trends, Produkten und Männeralltag zu informieren.
Moderiert wurde anfangs von Charlotte Karlinder, die ab dem 6. November 2003 von Collien Fernandes ersetzt wurde.
Schwartzkopff TV-Productions produzierte die Sendung in Hamburg. Die Ausstrahlung erfolgte Donnerstagnacht für 30 Minuten.
Im Sommer 2005 wurde bekannt, dass die Sendung eingestellt und durch Männer TV ersetzt wird.